# Witold Ceraski

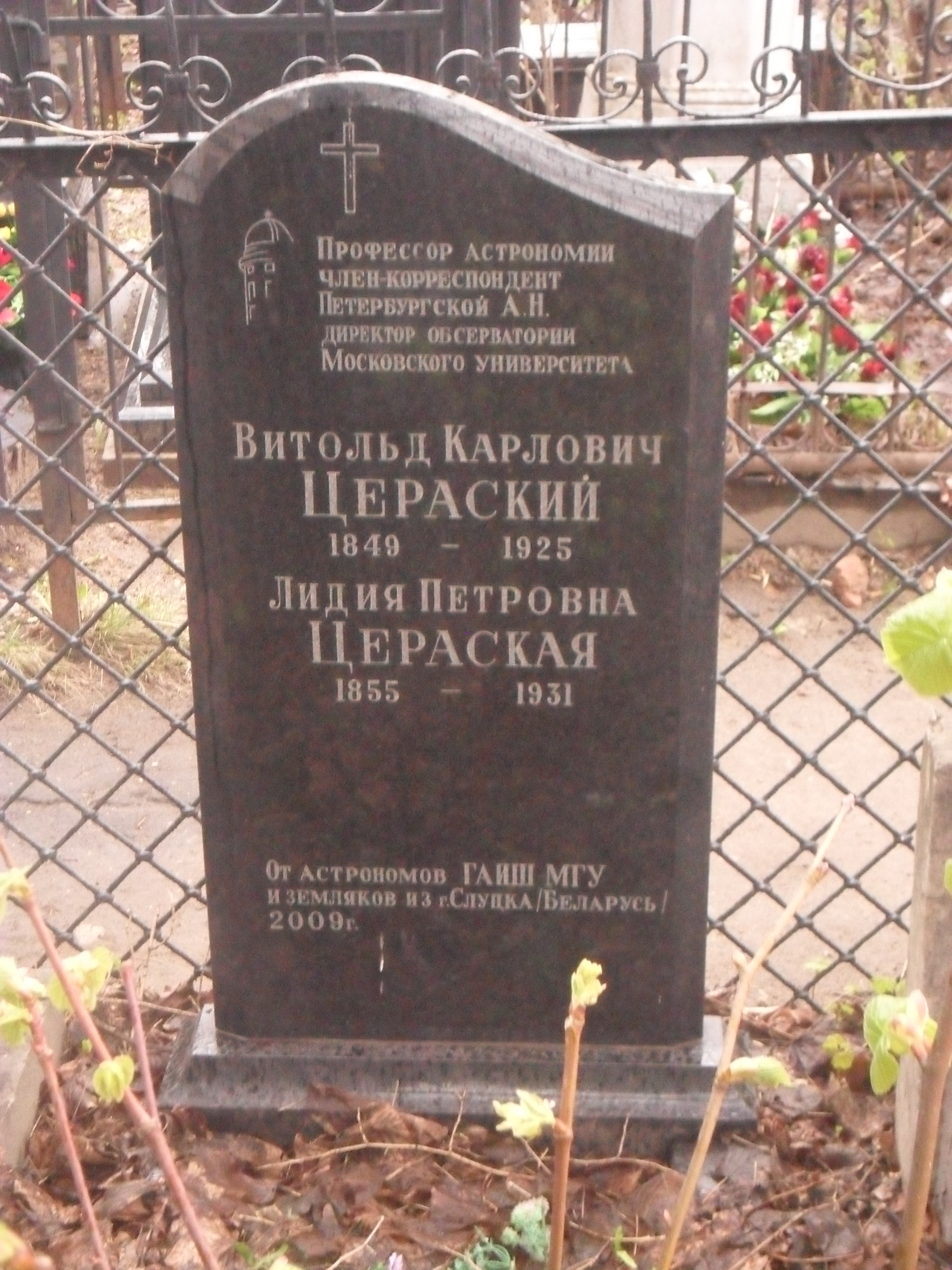
Grób Witolda Ceraskiego i jego żony na Cmentarzu Wagańkowskim w Moskwie

Witold Michał Henryk Ceraski, ros. Витольд Карлович Цераский (ur. 9 maja 1849 w Słucku, zm. 29 maja 1925 w Troicku) – rosyjski astronom pochodzenia polskiego, profesor.

## Życiorys
Był synem Karola Dominika Ceraskiego (1817–1864), wieloletniego nauczyciela Gimnazjum Słuckiego i Stefanii z Korolków (zm. 1907). Jego dziadkiem był Józef Ceraski (1763–1862), pastor kalwiński w Birżach. Witold Ceraski był wyznania ewangelicko-reformowanego.
Absolwent liceum w Słucku, a następnie Uniwersytetu Moskiewskiego z 1871 r. W 1882 zrobił magisterium, w 1887 doktorat, w latach 1889–1916 był profesorem Uniwersytetu Moskiewskiego. Od 1882 pracował na macierzystej uczelni, gdzie od 1890 do 1916 kierował obserwatorium uniwersyteckim. W 1914 został członkiem RAN. W 1916 zrezygnował z pracy na uczelni, choć dalej prowadził badania. Specjalizował się w badaniu jasności ciał kosmicznych i astrofotometrii. Stwierdził na podstawie pomiarów bolometryczych, że temperatura fotosfery Słońca przekracza 3500 K. Zapoczątkował (1895) również systematyczne fotografowanie nieba w celu obserwacji gwiazd zmiennych.
13 czerwca 1885, pracując w Obserwatorium Moskiewskim, odkrył tak zwane srebrzyste obłoki.
Na jego cześć nazwano planetoidę (807) Ceraskia.
W 1972 Międzynarodowa Unia Astronomiczna uhonorowała Ceraskiego nazwą krateru na Księżycu.

## Literatura dodatkowa
- Aleksander Birkenmajer: Ceraski Witold. W: Polski Słownik Biograficzny. T. 3: Brożek Jan – Chwalczewski Franciszek. Kraków: Polska Akademia Umiejętności – Skład Główny w Księgarniach Gebethnera i Wolffa, 1937, s. 231–232. Reprint: Zakład Narodowy im. Ossolińskich, Kraków 1989, ISBN 83-04-03291-0.
- Ewa Cherner: Słownik biograficzny duchownych ewangelicko-reformowanych. Jednota Litewska i Jednota Wileńska 1815–1939. Warszawa: Wydawnictwo Naukowe Semper, 2017. ISBN 978-83-7507-233-4.